# Oedemera podagrariae
Oedemera podagrariae är en skalbaggsart som först beskrevs av Carl von Linné 1767.  Oedemera podagrariae ingår i släktet Oedemera, och familjen blombaggar. Arten förekommer tillfälligt i Sverige, men reproducerar sig inte.

Parning på Viburnum tinus
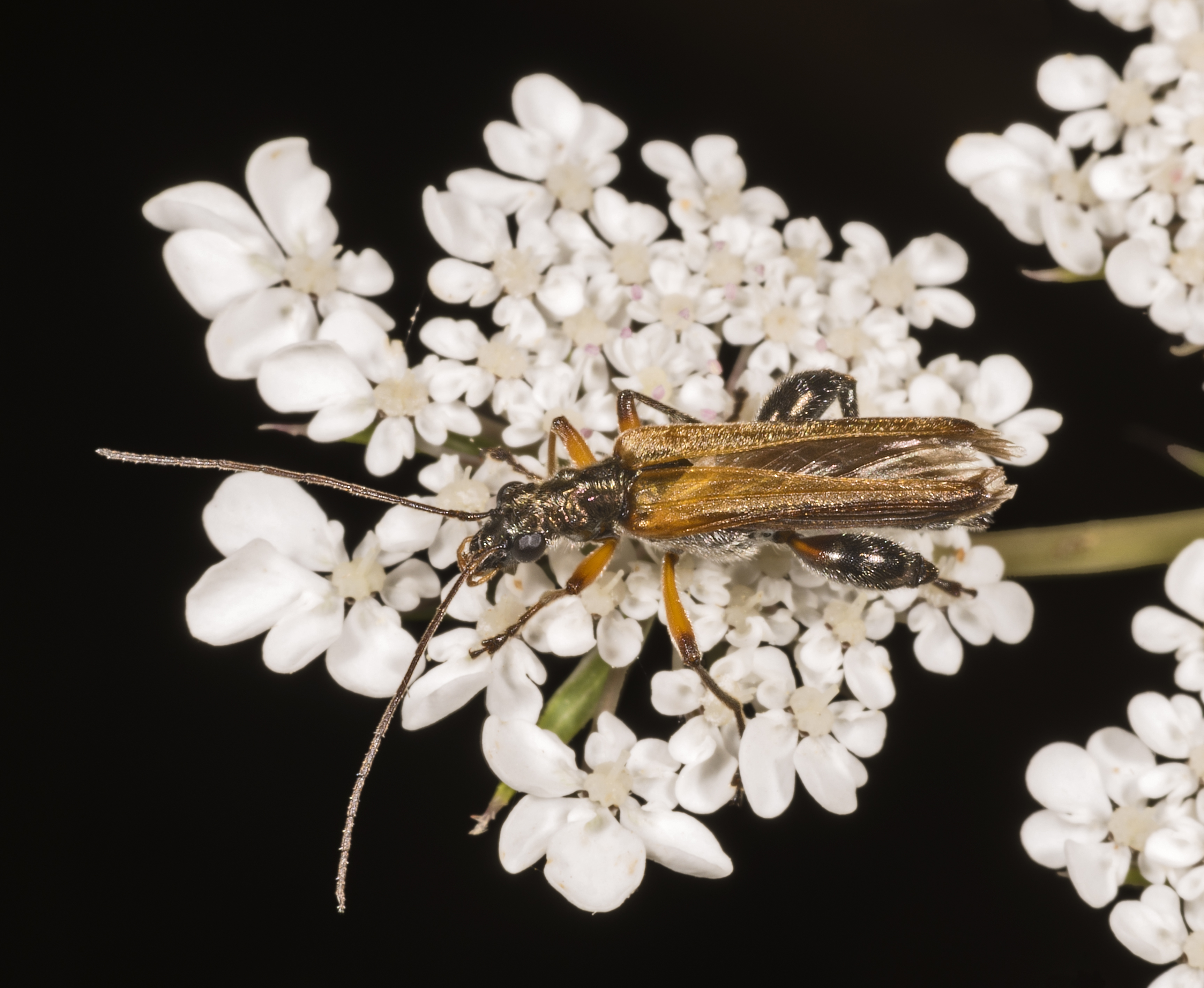
♂
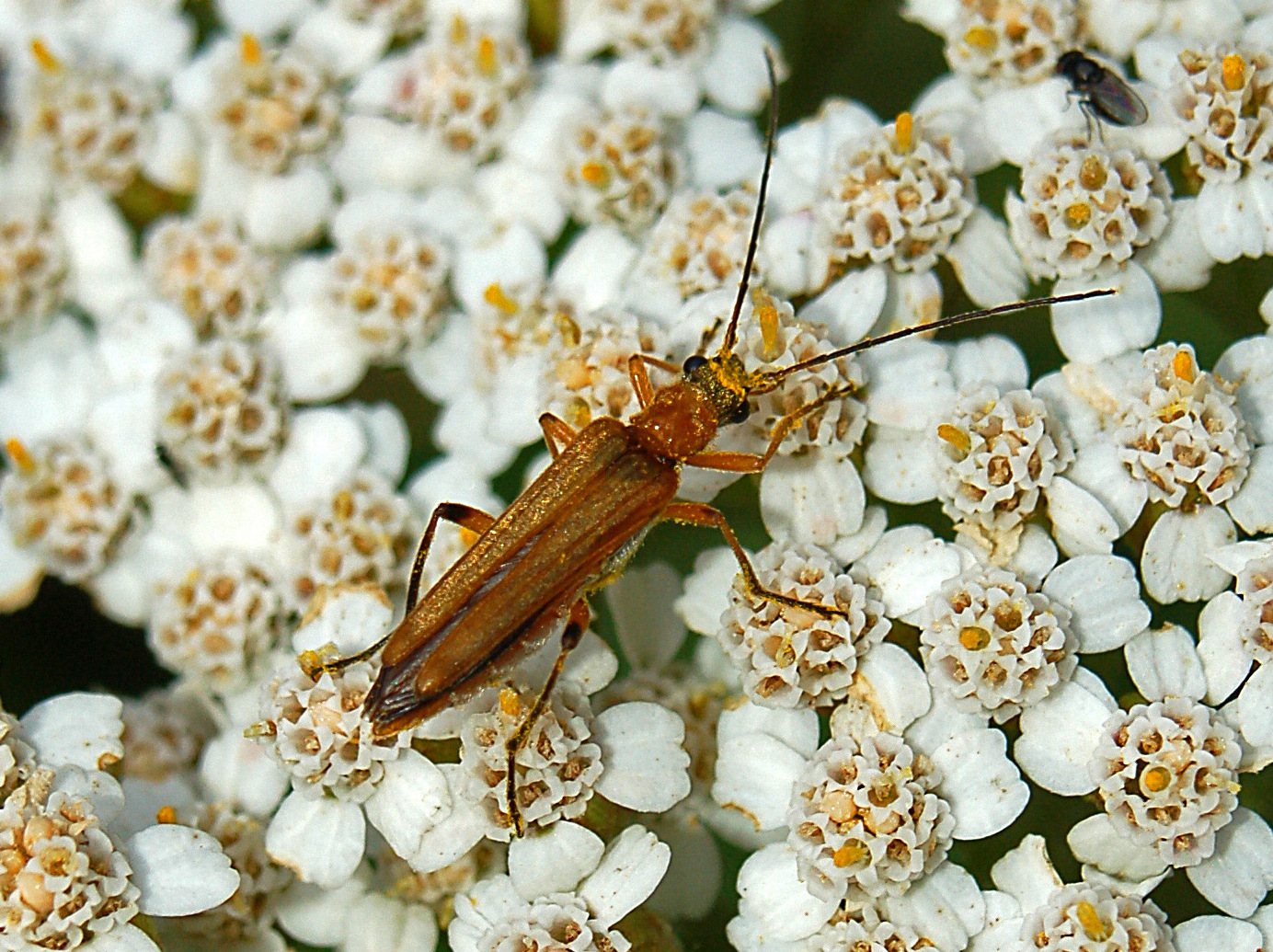
♀

## Bildgalleri

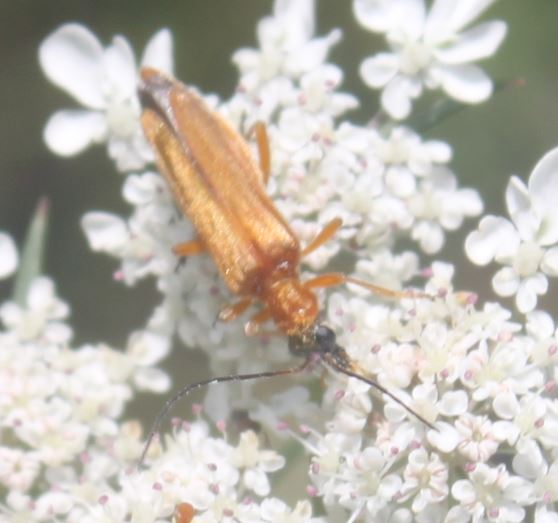
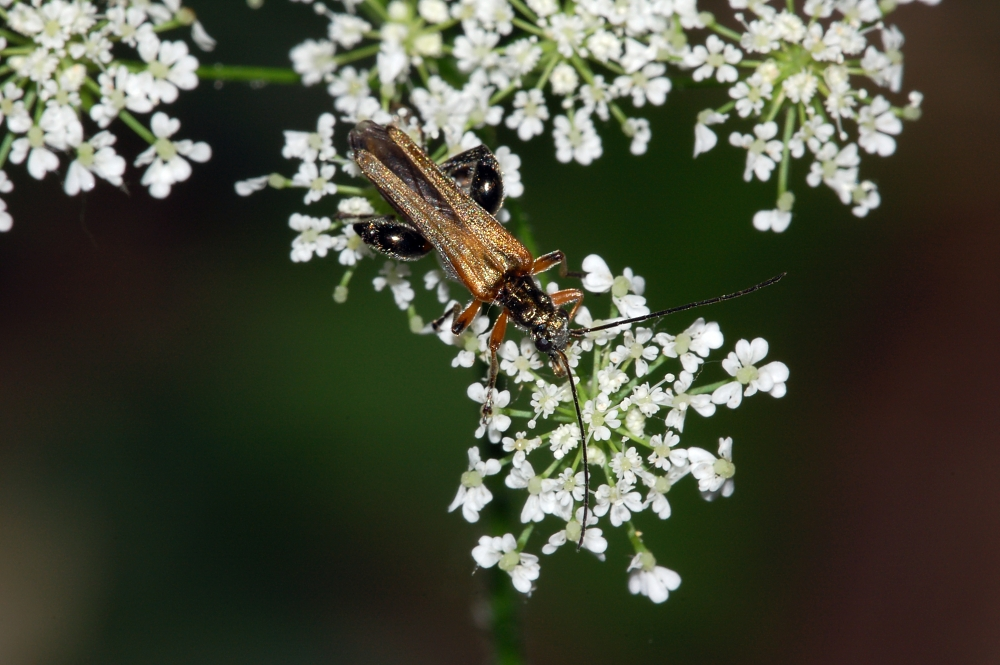